# Brunost
Brunost, brązowy ser norweski – rodzaj norweskiego sera, który jest produkowany z serwatki mleka krowiego i koziego.
Brunost powstaje z serwatki, do której dodaje się mleko i następnie śmietanę, po czym mieszaninę gotuje się przez kilka godzin do odparowania wody, dzięki czemu laktoza krystalizuje się, a mieszanka gęstnieje i zamienia się w karmel, który nadaje charakterystyczny kolor, zapach i smak. Tak przygotowany produkt wlewa się do form i chłodzi. Sprzedawany jest w kostkach.
Ser brunost ma słodki smak z nutą karmelu. Najbardziej znanym rodzajem brunost jest Gudbrandsdalsost wytwarzany z mieszanki mleka koziego i krowiego na terenie doliny Gudbrandsdalen. Zaczęła go w połowie XIX w. wytwarzać mleczarka Anne Håv. Istnieją ponadto odmiany flotemysost z mleka krowiego o łagodniejszym smaku i geitost z mleka koziego o ostrzejszym smaku. Wytwarzana jest także wersja świąteczna julebrunost z użyciem m.in. kardamonu.
Norwegia promowała ten produkt w Organizacji Narodów Zjednoczonych w 2021 r. z okazji objęcia przewodnictwa w Radzie Bezpieczeństwa ONZ.